# کهل‌دشت
کهل‌دشت یک روستا در ایران است که در دهستان شال واقع شده‌است. کهل‌دشت ۶۶ نفر جمعیت دارد.مردم روستای کهل‌دشت به زبان ترکی آذربایجانی سخن میگویند.